# Semicerura
Genre
Semicerura est un genre de collemboles de la famille des Isotomidae.

## Liste des espèces
Selon Checklist of the Collembola of the World (version du 4 septembre 2019) :
- Semicerura bishopi Maynard, 1951
- Semicerura goryshini Martynova, 1969
- Semicerura multispinata (James, 1933)

## Publication originale
- Maynard, 1951 : A monograph of the Collembola or springtail insects of New York State. Ithaca New York Comstock Pub Co Inc, p. 1-339.